# Cissus convolvulacea
Cissus convolvulacea är en vinväxtart som beskrevs av Jules Émile Planchon. Cissus convolvulacea ingår i släktet Cissus och familjen vinväxter. Inga underarter finns listade i Catalogue of Life.